# پتلینو
پتلینو (به بلغاری: Petlino) یک منطقهٔ مسکونی در بلغارستان است که در شهرستان کاردژالی واقع شده‌است.